# Kreuzkirche (Köln)

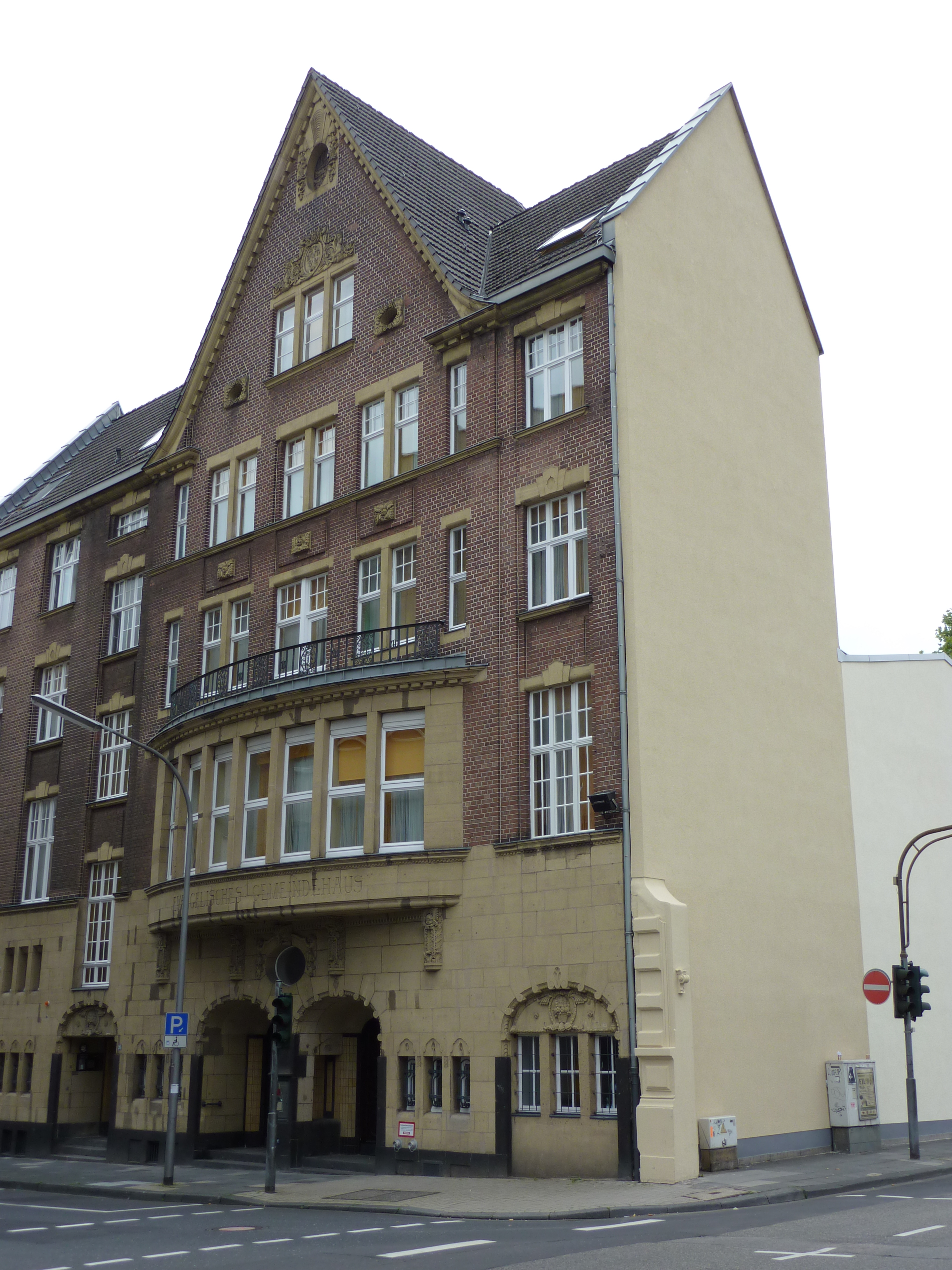
Kreuzkirche nach ihrer Entwidmung (Foto von 2010); die rechte Seitenwand lag seit 1945 frei und war ab 1992 mit einer auffallenden großformatigen Kreuzigungs-Szene in Grautönen als Wandmalerei gestaltet

Die Kreuzkirche war ein Gebäude mit Kirchsaal und diversen weiteren Räumen, das zur Evangelischen Gemeinde Köln gehörte und an der Ecke der heutigen Turiner Straße / Machabäerstraße lag. Die äußere Architektur dieses 1912 entstandenen Bauwerks deutete kaum auf eine Kirche hin. Aus Sparzwängen heraus wurde die Kirche am 31. Dezember 2006 aufgegeben; damit handelte es sich um die zweite Kirchenschließung in der Geschichte der Evangelischen Kirchengemeinde Köln. Da das Haus nur wenige Minuten Fußweg nördlich vom Kölner Hauptbahnhof liegt, kaufte das Deutsche Jugendherbergswerk das Anwesen auf und baute es 2009–2010 zu einer Jugendherberge namens Pathpoint Cologne um, wobei Einiges, was an die kirchliche Nutzung erinnert, beibehalten wurde.

## Geschichte

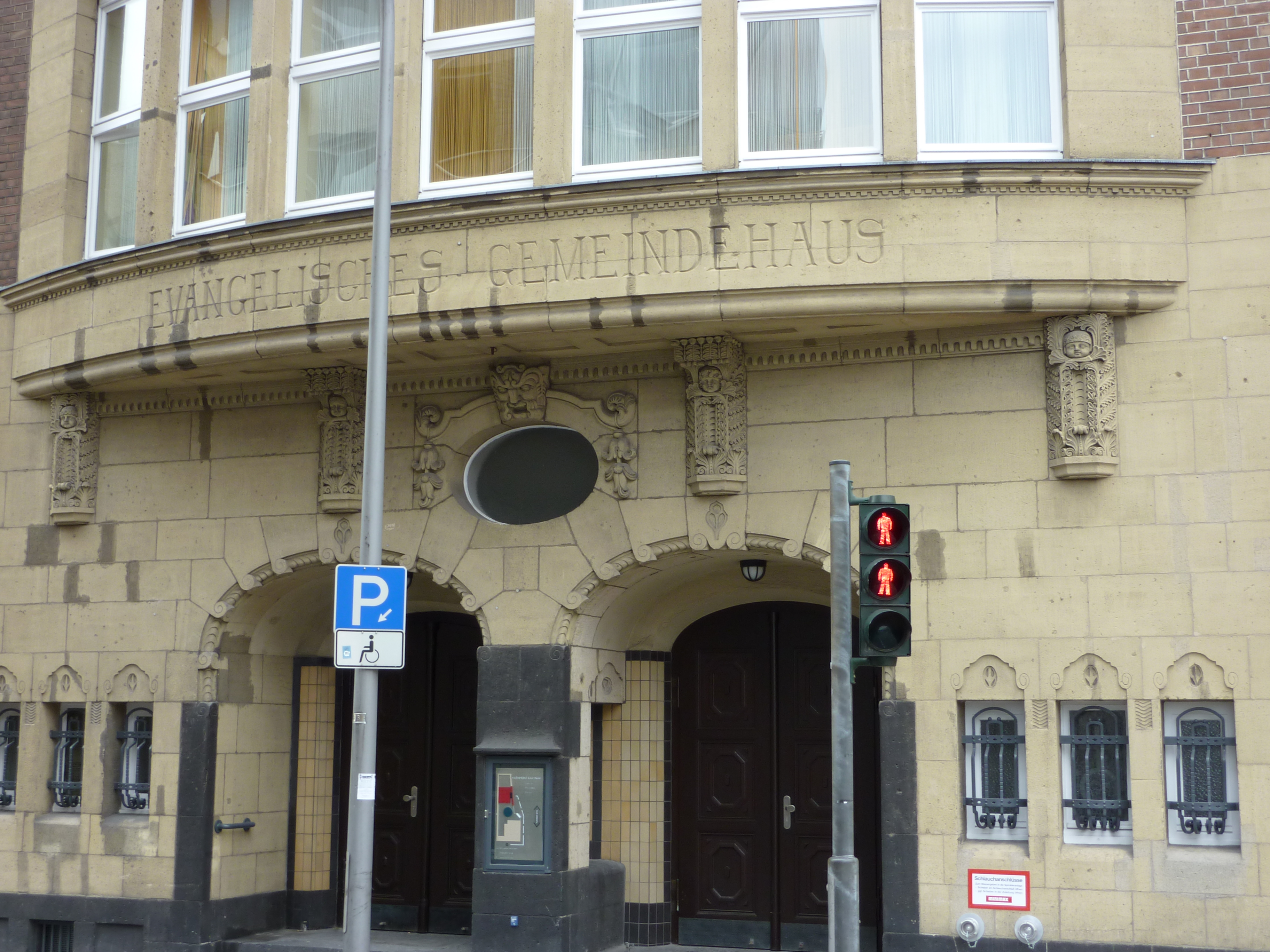
Frühere Eingangsseite (2010)

Für die Protestanten im südlichen Teil der Kölner Altstadt gab es seit 1860 die Trinitatiskirche. Für den nördlichen Teil der Innenstadt, in dem die Bevölkerungsdichte in jener Zeit stark anstieg, suchte die evangelische Gemeinde Köln einen geeigneten Platz für eine weitere Kirche. 1911 konnte sie den westlichen Teil der aufgegebenen preußischen Machabäer-Kaserne erwerben, welche auf dem Gelände eines 1616 eingeweihten und unter französischer Besatzung 1802 aufgelassenen Klosters der Kapuziner errichtet worden war. Das Grundstück war zwar nur 23 m breit, dafür aber 57 m tief, so dass eine vielfältige Bebauung mit zahlreichen Räumen für Konfirmanden- und Gemeindearbeit möglich war. Unter dem Architekten Arthur Eberhard als Gemeindebaumeister begannen 1912 die Bauarbeiten, am 1. Juni 1913 wurde die zunächst Kreuzkapelle genannte neue Kirche eingeweiht. Mit dieser Namensgebung erinnerte die Gemeinde an ein großes Steinkreuz, das 1615 inmitten der Straße vor dem Kloster aufgestellt worden war, sowie an die kleine Kreuzkapelle, die es seit 1618 im Kloster gegeben hatte.
Erhebliche Zerstörungen erlitt die Kreuzkirche während des Zweiten Weltkrieges bei den Fliegerangriffen vom 31. Mai 1942 und 29. August 1944; die Fassade wurde allerdings nur wenig beschädigt, ebenso die Emporen, so dass bereits 1945 unter jenen ein Raum für Gottesdienste hergerichtet werden konnte, der durch einen Bretterverschlag von den Trümmern abgetrennt wurde. 1946 übernahm der frühere Konfirmandensaal diese Funktion, ab 1950 ließ die Gemeinde das eigentliche Haus hinter der erhaltenen Fassade und den Betsaal durch das Architekturbüro Dr. Leonhard Schulze/Dr. Wilhelm Hesse in zeitgemäß schlichter Form wieder aufbauen. Dies war der erste evangelische Kirchenneubau in Köln nach dem Krieg, eingeweiht wurde er am Wochenende 21./22. April 1951. Damit war die Kreuzkirche auch die erste evangelische Kirche Kölns, die nach dem Krieg wieder für Gottesdienste zur Verfügung stand, sieht man von einer 1949 erbauten Standard-Notkirche im 5 km nordöstlich auf der anderen Rheinseite gelegenen Köln-Mülheim ab. 1952 erhielt die Kreuzkirche eine kleine Orgel von Willi Peter.

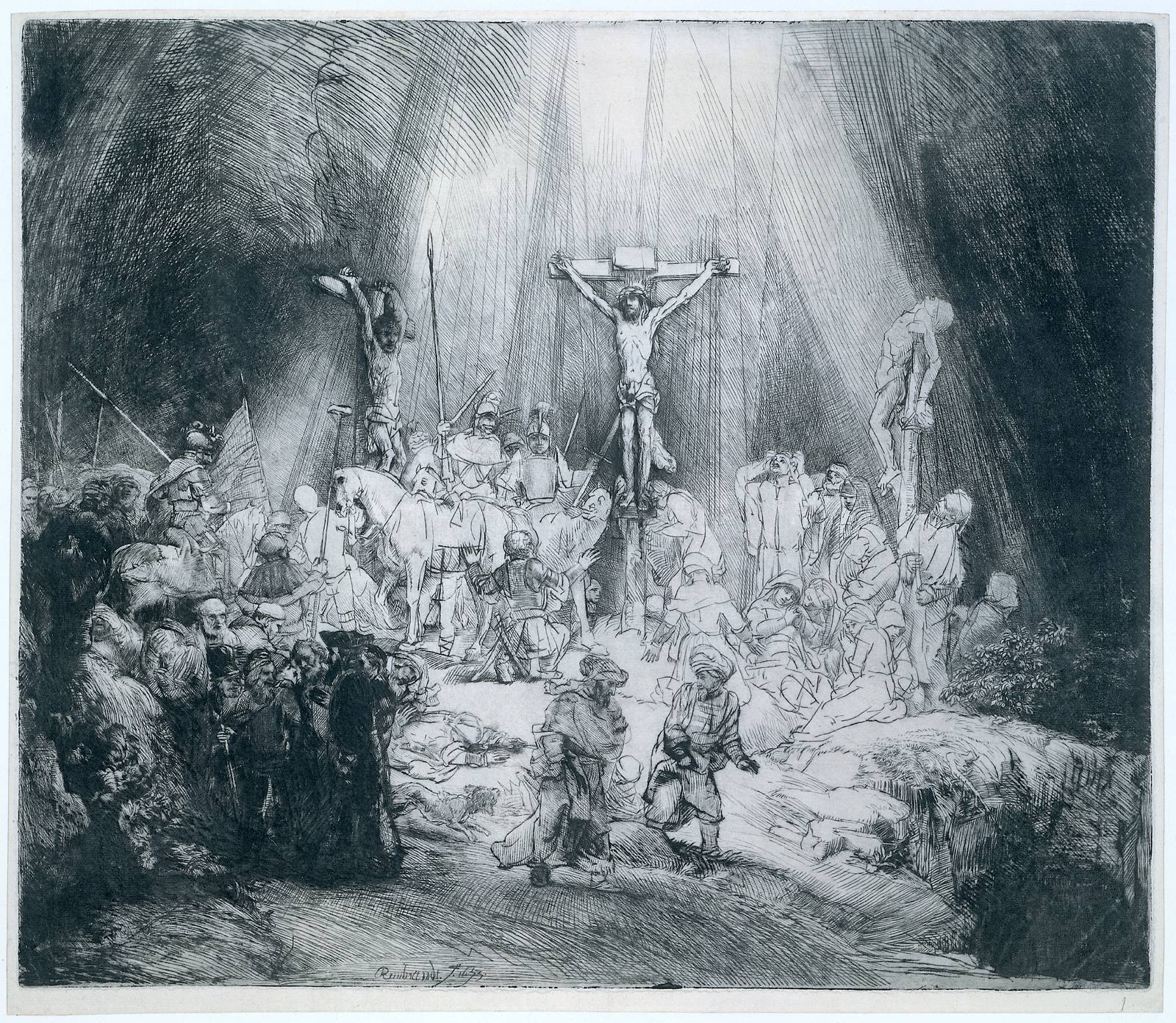
Radierung „Die drei Kreuze“ von Rembrandt (1653)

War die Kreuzkirche bis zum Krieg mitten in die Häuserzeile entlang der Straße integriert, so klaffte durch die Zerstörung der Nachbarhäuser hernach eine Lücke unmittelbar westlich der Kreuzkirche, so dass deren westliche Wand sichtbar wurde. Diese Baulücke wurde nicht mehr geschlossen, sondern in den 1950er-Jahren zum Anlegen der Nord-Süd-Fahrt genutzt; die völlig schmucklose westliche Brandmauer der Kreuzkirche blieb dadurch entblößt stehen und bot für viele Jahre einen wenig einladenden Anblick. Die historische Fassade zur Machabäerstraße wurde hingegen 1982 unter Denkmalschutz gestellt. In den 1980er-Jahren wurden verschiedene Vorschläge zur Gestaltung der Brandmauer gemacht, und 1986/87 schrieb der Evangelische Kirchenkreis Köln-Mitte schließlich einen Wettbewerb aus, bei dem sich die Gemeinde für den Entwurf der Künstlerinnengruppe Herrat Boström, Brigitte Dannehl, Marga Rettkowski und Margret Sander entschied. Der Entwurf basierte auf einem Ausschnitt aus Rembrandts knapp 40 cm hoher Radierung „Die drei Kreuze“ von 1653, wobei das zentrale Kreuz auf der Kirchenwand deutlich über 5 m hoch war.
1990 wurde das Innere der Kirche unter Leitung der Architektin Ursula Dublanka umgestaltet, hierbei wurde auch der Eingang des Gebäudes, den man 1951 an die Ostseite des Gebäudes verlegt hatte, wieder an die ursprüngliche Stelle zurückversetzt – das Doppelportal in der Gebäudemitte. Die kleine Nachkriegs-Orgel wurde nach fast 50 Jahren Gebrauch am 1. Dezember 2001 durch eine neue Orgel von Wieland Rühle ersetzt, die in der Klangtradition der Silbermann-Orgeln stand. Eine Glocke indes besaß die Kreuzkirche nie.

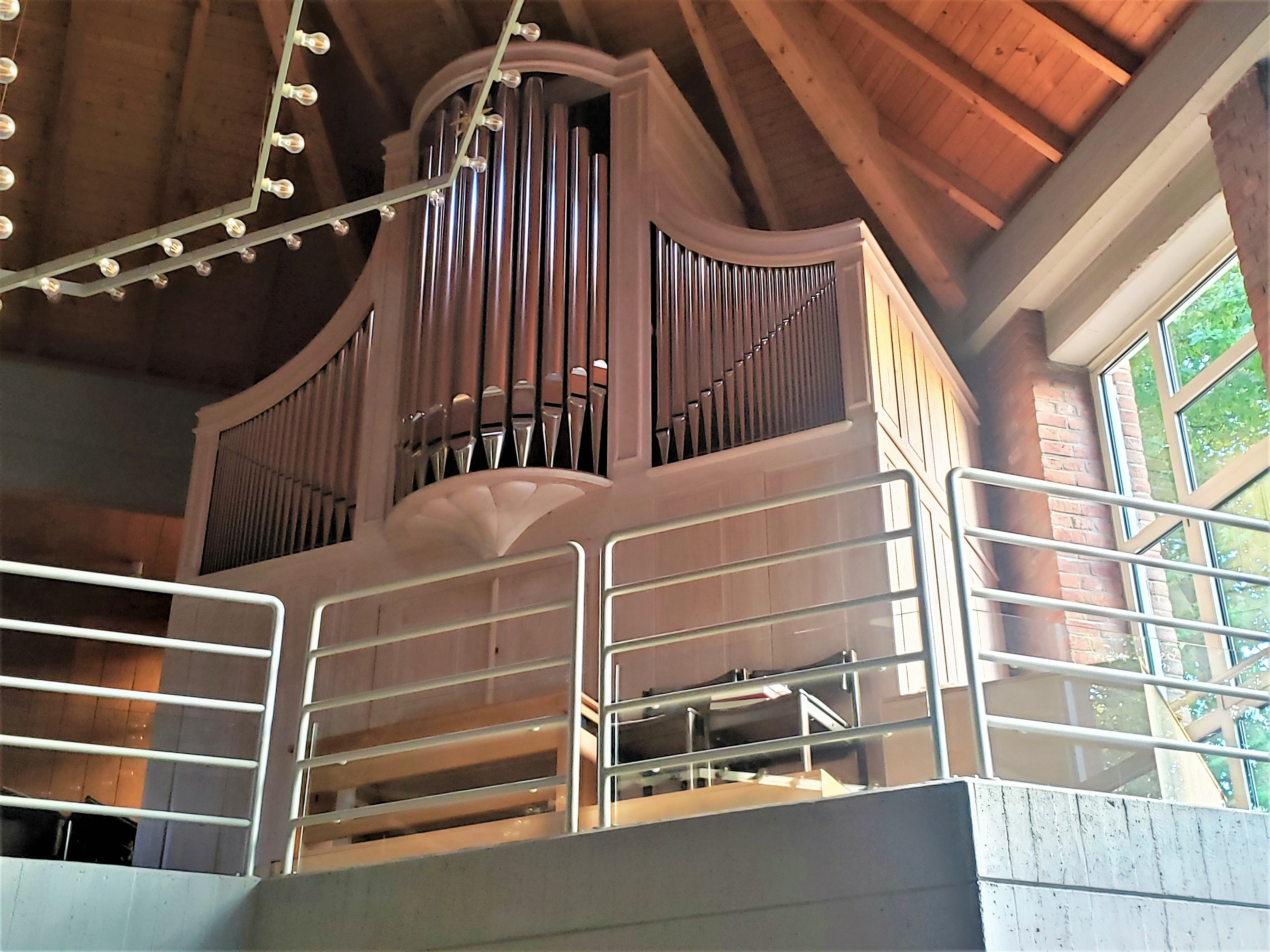
Die Rühle-Orgel der Kreuzkirche an ihrem neuen Standort in der Kölner Thomaskirche, wohin sie nach der Entwidmung umgesetzt wurde

Wegen des immer weiter zunehmenden finanziellen Drucks fasste das Presbyterium im Sommer 2005 weitreichende Beschlüsse zu Sparmaßnahmen. Hierunter fielen vor allem die Schließung der Kreuzkirche sowie des im Komponistenviertel gelegenen und von außen fast wie ein gewöhnliches 1960er-Jahre-Mietshaus wirkenden Jeremiahauses bis Ende 2006. Die Begründung hebt in beiden Fällen hervor, dass die Trennung von einem nicht auf Anhieb als Kirche ins Auge fallenden Gebäude leichter sei als von einem eindeutigen Sakralbau. Während der Entwidmungsgottesdienst des Jeremiahauses bereits am 26. November 2006 stattfand, also am Toten- bzw. Ewigkeitssonntag (dem letzten Sonntag eines jeden Kirchenjahres), fand der letzte Gottesdienst in der Kreuzkirche erst am Ende des Kalenderjahres statt: am 31. Dezember 2006 um 11 Uhr.

## Architektur
Die Kreuzkirche wurde erbaut im Stil des Neobarock, jedoch bereits mit neuklassizistischen Einflüssen.

„Die große Zier des viergeschossigen Gemeindehauses ist seine stark geometrisierte, von der zeitgenössischen Moderne beeinflusste neobarocke Fassade (...). Ihre Lebendigkeit resultiert aus dem Wechsel des Materials und damit auch aus dem Wechsel der Materialfarben ebenso wie aus der reichen Gliederung, deren Differenzierung von der ursprünglichen Nutzung der Räumlichkeiten bestimmt war. Das Hellgrau des vielfältig eingesetzten Werksteins kontrastiert wirkungsvoll mit dem Rot des niederländischen Klinkers und dem Beige der Klinkerfugen. Das auffallend hohe Erdgeschoss wirkt durch seine Tuffverkleidung als kräftiger Sockel. (...) Der leicht vortretende und in einem geschweiften Giebel mündende Mittelrisalit erfährt eine weitere Betonung durch den segmentbogenförmigen und sieben Fensterachsen umspannenden Erker. Dieser ist im zweiten Geschoss als Balkon ausgebildet. Auf diese breite Achse ist auch die von Carl von Mering geschaffene Bauornamentik konzentriert.“

Der Kirchensaal erhielt beim Wiederaufbau 1951 ein Erscheinungsbild mit deutlichen Bezügen zur Architektur der Neuen Sachlichkeit, also der 1920er und 1930er Jahre. Beispiele hierfür sind die sachlich-kubischen Formen, die Komposition des Raumgefüges aus klaren Waagerechten und Senkrechten, die seitliche Beleuchtung des Altarraums und die puristisch weiße Fassung der Wandflächen.

„Der Umbau zur Jugendherberge hat den seit 1982 für die Fassade bestehenden Denkmalschutz berücksichtigt. Erstaunlich sensibel ist der Kirchsaal zum Gemeinschaftsraum umgestaltet worden. Die frühere Gestalt ist auch in der neuen Raumfassung deutlich erkennbar, v. a. an der Kanzel und an dem Wandbild aus Ausstattungsteilen.“

## Umbau und Nachnutzung

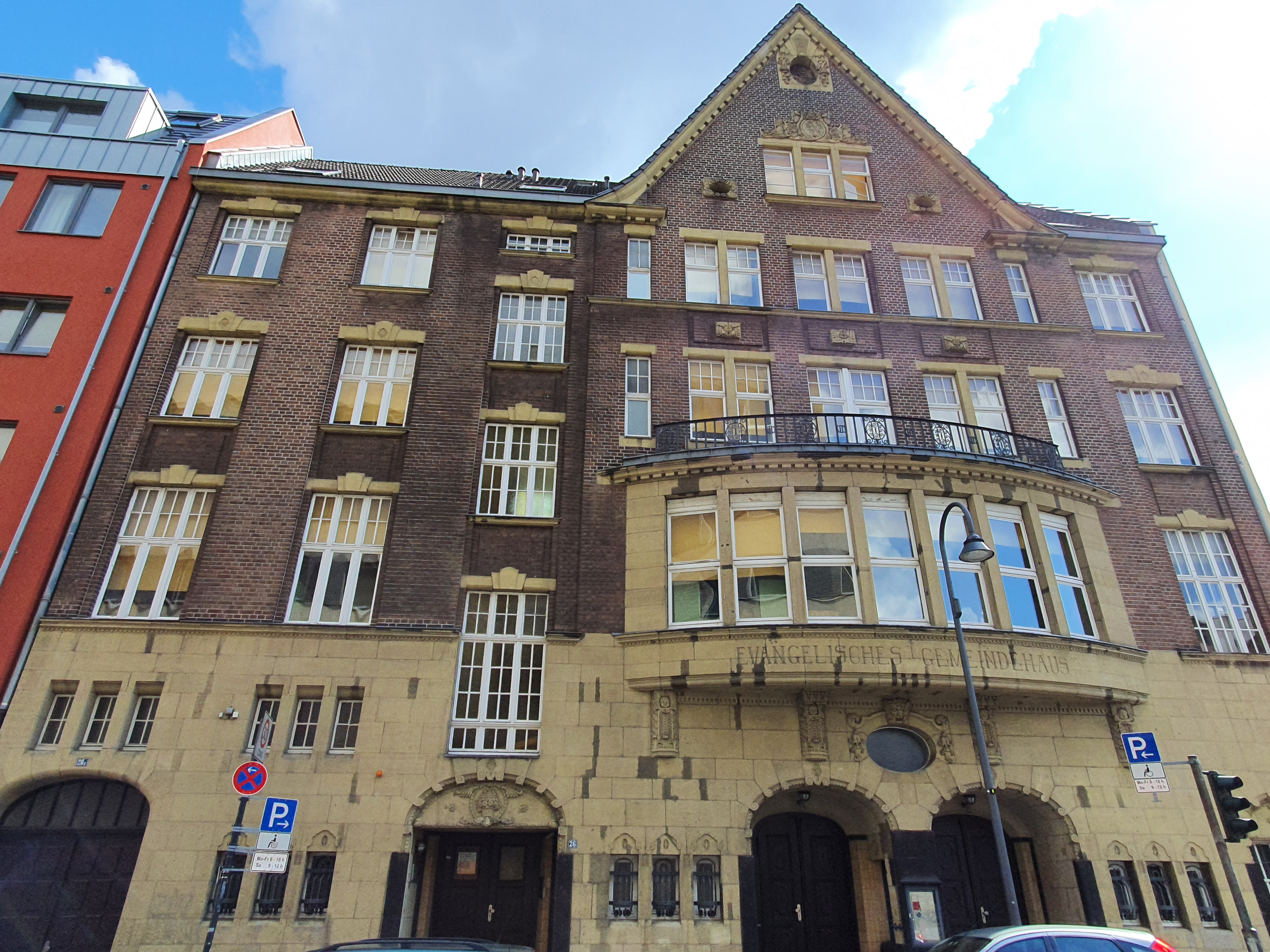
Kreuzkirche als Teil der neuen Jugendherberge (2020)

Nachdem die Gemeinde in den Jahren 2007 und 2008 mit mehreren Interessenten verhandelt hatte, schloss sie Anfang 2009 einen Kaufvertrag ab mit dem Landesverband Rheinland des Deutschen Jugendherbergswerks. Dieses betrieb bis dahin in Köln lediglich zwei Jugendherbergen, und zwar in den Stadtteilen Deutz und Riehl und damit 1,3 km bzw. 3,5 km Fußweg vom Kölner Dom und der City entfernt – für Rucksacktouristen also nur mäßig attraktive Lagen. Von der Kreuzkirche hingegen sind es nur 650 m zum Dom, von jener zum Hauptbahnhof sogar noch weniger, so dass Gäste, die mit dem Zug nach Köln reisen, 5 Minuten nach Ankunft bereits an der Herberge sein können. Das Jugendherbergswerk baute von Frühjahr 2009 bis Mitte 2010 die Kreuzkirche behutsam um und errichtete ein neues damit verbundenes Gebäude, so dass die neue Herberge Pathpoint Cologne am 7. Juli 2010 in Betrieb gehen konnte. Der Umbau kostete 3,6 Millionen Euro.

„Bemerkenswert ist, dass auch der Kirchsaal, der in seiner letzten Form im Wesentlichen aus der Wiederaufbauzeit stammte und nicht denkmalgeschützt ist, weitgehend bewahrt worden ist: (...) In der Jugendherberge Pathpoint dient der Kirchenraum als Gemeinschaftsraum; liturgische und künstlerische Ausstattung und Bänke wurden entfernt, neue Tische und Stühle eingebracht; die Emporen sind mit Fernseher, Internetrechnern u. a. ausgestattet worden. Die Kanzel, deren kurvierte Brüstung auf einem in die Treppenanlage eingreifenden Sockel steht, wurde beibehalten (...). Auffallend ist die Gestaltung der ehemaligen Altarwand, der ein Wandbild appliziert wurde, das aus Inventarstücken der Kirche besteht und Variationen von Kreuzmotiven zeigt. Das sehr erfreuliche Gesamtkonzept war möglich, da auch dieser Raum von wirtschaftlichem Optimierungsdruck freigehalten wurde und da er bewusst an seine frühere Nutzung erinnern soll.“